# Antanas Terleckas

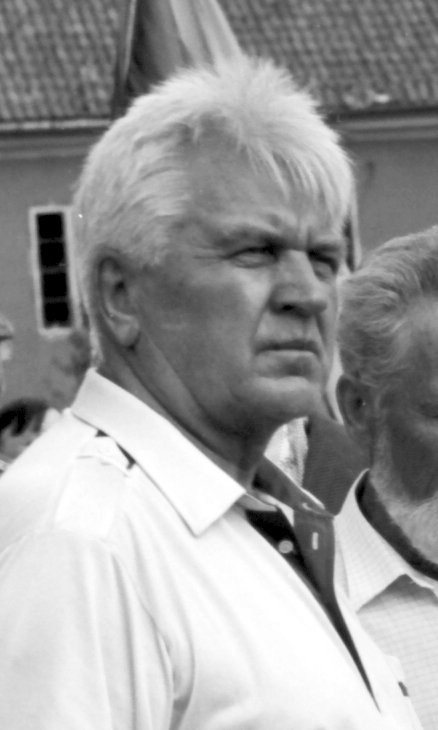
Antanas Terleckas (1997)

Antanas Terleckas (* 9. Februar 1928 in Krivasalis, Wolost Saldutiškis, jetzt Rajongemeinde Ignalina; † 16. Februar 2023) war ein litauischer Dissident.

## Leben
Antanas Terleckas wuchs in einer Bauernfamilie auf. Er lernte im Progymnasium in Linkmenys bei Ignalina. 1949 absolvierte er das Vilniaus prekybos technikumas in Vilnius. Dann studierte er an der Wirtschaftsfakultät der Vilniaus universitetas. Von 1954 bis 1957 arbeitete er  als Kreditinspektor in der  litauischen Abteilung der Staatsbank der Sowjetunion und studierte in der Aspirantur am Wirtschaftsinstitut der Lietuvos mokslų akademija.
1957 wurde er verhaftet und 1958 verurteilt. Er verbrachte die Strafe im KZ Taischet, in der Oblast Irkutsk, Sibirien. Von 1964 bis 1969 studierte er Geschichte an der Vilniaus universitetas. 1973 wurde er wieder verhaftet und verbrachte ein Jahr im Gefängnis Lukiškės der litauischen Hauptstadt Vilnius. Von 1976 bis 1977 war er Mitherausgeber von „Laisvės šauklys“. Im Sommer 1978 war er Mitgründer der Organisation Lietuvos laisvės lyga.
1979 wurde er verhaftet. Er verbrachte die Strafe im Ural und dann vier Jahre in der Oblast Magadan. 1987 kam er nach Litauen. 1987 war er Mitorganisator (mit Nijolė Sadūnaitė, Vytautas Bogušis und Petras Cidzikas) eines Protestes am Adomas-Mickevičius-Denkmal in der Altstadt Vilnius gegen den deutsch-sowjetischen Nichtangriffspakt.
2000 wurde er Mitglied im Rat der Stadtgemeinde Panevėžys. Ab 2005 war er Mitglied der Partei Tvarka ir teisingumas (liberalai demokratai) narys.

## Familie
Sein Bruder war der Politiker Vladas Terleckas (1939–2024).
Ab 1951 war Antanas verheiratet mit Elena Keraitytė-Terleckienė (1925–2010). In der Familie gab es drei Kinder, davon eine Tochter.

## Auszeichnungen
- 2004: Vytautas-Magnus-Orden
- 2012: Freiheitspreis Litauens